# Paulo Futre
Paulo Jorge dos Santos Futre (Montijo, Portugal, 28 de febrero de 1966), más conocido como Paulo Futre es un exfutbolista portugués que jugaba como extremo. Militó en el Atlético de Madrid, dónde llegó a ser capitán, equipo donde es un jugador histórico.

## Trayectoria
Empezó jugando en la Primera División de Portugal con el Sporting Clube de Portugal, aunque reconoce que su ídolo era Fernando Chalana del Benfica. En 1984 ficha por otro equipo portugués, el F. C. Porto. Con este equipo jugó tres temporadas y consiguió varios títulos: dos Ligas, dos Supercopa de Portugal y una Copa de Europa. Además fue nombrado mejor jugador de la liga en dos ocasiones, y por ello apodado la Perla de Montijo.
En 1987 llegó al Atlético de Madrid como promesa electoral del entonces elegido presidente Jesús Gil y Gil. Esa temporada Futre consiguió el trofeo Balón de Plata que lo acreditaba como el segundo mejor jugador de Europa (tras su actuación en la Copa de Europa), solo por detrás de Ruud Gullit. Su debut en la Primera división española fue el 30 de agosto de 1987 en el partido Atlético de Madrid 1:0 Sabadell C. F. Permaneció en el Atlético seis temporadas, ganando dos Copas del Rey (una de ellas al eterno rival, el Real Madrid en su estadio, en la que marcó el segundo gol de su equipo) y consiguiendo un subcampeonato de Liga.
En 1993 volvió a Portugal para jugar en el S. L. Benfica, donde consiguió la Copa de Portugal. Al final de temporada se marchó a jugar a la Ligue 1, concretamente al Olympique de Marsella.
En la temporada siguiente jugó en la Serie A italiana con el A. C. Reggiana. En 1995 fichó por el A. C. Milan, equipo en el que permaneció una temporada y ganó un Scudetto.
En la temporada 96-97 se marchó a la Premier League a jugar con el West Ham.
En la temporada 97-98 regresó al Atlético de Madrid para jugar su última temporada en España. En esa temporada disputó 10 partidos de liga. Disputó un total de 173 partidos en Primera División marcando 38 goles.
Después de su retiro, siguió con el Atlético de Madrid pero esta vez, para ser el director deportivo del equipo. Consiguió sacar al equipo del infierno de la segunda división. Estuvo en el cargo hasta 2003.
En 2011 se unió a la candidatura de Días Ferreira a la presidencia del Sporting C.P. en el papel de director deportivo, y llegó a un acuerdo con el entrenador neerlandés Frank Rijkaard para tomar el control del equipo. Pero los resultados no alcanzaron las expectativas (16.54%) contra las más votadas (Godinho Lopes y Bruno de Carvalho con 36,55% y 36,15% respectivamente).

## Selección nacional
Fue internacional con la selección de Portugal en 41 ocasiones y marcó un total de seis goles.
Participó en la Copa Mundial de México de 1986 disputando tres encuentros contra Inglaterra, Polonia y Marruecos, siendo solo titular en este último.

## Clubes
| Club                  | País       | Año       |
| --------------------- | ---------- | --------- |
| Sporting C. P.        | Portugal   | 1983-1984 |
| F. C. Porto           | Portugal   | 1984-1987 |
| Atlético de Madrid    | España     | 1987-1993 |
| S. L. Benfica         | Portugal   | 1993      |
| Olympique de Marsella | Francia    | 1993-1994 |
| A. C. Reggiana        | Italia     | 1994-1995 |
| A. C. Milan           | Italia     | 1995-1996 |
| West Ham United F. C. | Inglaterra | 1996-1997 |
| Atlético de Madrid    | España     | 1997-1999 |

## Palmarés

### Títulos nacionales
| Título                | Club               | País     | Año  |
| --------------------- | ------------------ | -------- | ---- |
| Supercopa de Portugal | F. C. Porto        | Portugal | 1984 |
| Primeira Divisão      | F. C. Porto        | Portugal | 1985 |
| Primeira Divisão      | F. C. Porto        | Portugal | 1986 |
| Supercopa de Portugal | F. C. Porto        | Portugal | 1986 |
| Copa del Rey          | Atlético de Madrid | España   | 1991 |
| Copa del Rey          | Atlético de Madrid | España   | 1992 |
| Copa de Portugal      | S. L. Benfica      | Portugal | 1993 |
| Serie A               | A. C. Milan        | Italia   | 1996 |

### Títulos internacionales
| Título         | Club        | Sede  | Año  |
| -------------- | ----------- | ----- | ---- |
| Copa de Europa | F. C. Porto | Viena | 1987 |

### Distinciones individuales
| Distinción                           | Año                  |
| ------------------------------------ | -------------------- |
| Mejor jugador de la SuperLiga (×2)   | 1985-1986, 1986-1987 |
| Balón de Plata (2.º Mejor de Europa) | 1987                 |